# Brichat Ram
Brichat Ram is een kratermeer in het noordoostelijke gedeelte van de Golanhoogten, vlak bij de Druzische plaats Majdal Shams en de Hermonitberg en op korte afstand van  de Hermonberg. Het meer wordt gevuld door regenwater en een ondergrondse bron. Het water stroomt het meer niet uit via een rivier, maar blijft op niveau door evaporatie en gebruik voor irrigatie in de appelboomgaarden rondom. 
Volgens de Talmoed (Sanhedrin 108a) was Brichat Ram, naast Hamat Gader (Arabisch: Al-Hama) en de baden van Tiberias (Hebreeuws: Hamei Teveria), een van de drie ondergrondse bronnen die de zondvloed van Noach veroorzaakten. Na de zondvloed geraakten de bronnen droog. Volgens een andere legende zou de Hermonit, als vrouwelijke partner van de Hermon, via  Brichat Ram een wakend oog op haar fiere partner houden. 
Het meer is een populaire halte voor Israëlische en buitenlandse toeristen, op reis over de Golanvlakte of op weg naar wintersport op de Hermonberg.